# Burnsville (Carolina del Nord)
Burnsville è una città degli Stati Uniti d'America situata nella Carolina del Nord, nella Contea di Yancey, della quale è anche il capoluogo.